# 导航数据标准
导航数据标准（Navigation Data Standard，縮寫NDS），是由汽车制造商和供应商联合发布创建的汽車等級導航資料庫标准格式。NDS是一个在德国注册的协会；现有成员均为原始设备制造商（OEMs）、地图数据供应商和导航仪器/导航应用程序供应商。
NDS致力于发展针对导航数据的标准“二进制”数据库格式，它可以实现不同系统间导航数据的任意交换。NDS只是数据库格式的标准化，而非使用此数据的导航应用程序的标准化。导航数据与应用程序的分离会提高为终端用户创造多样导航产品的灵活度。除此互操作性之外，NDS数据库还支持增量更新 （页面存档备份，存于），防止非法使用和数据的简洁性。
自2012年起，NDS产品就已经上市，并应用于宝马，戴姆勒奔驰和大众的车型中。

## 愿景和目标
NDS的愿景是提供世界领先的“汽车级”使用地图标准。
“领先标准”意味着地图格式将要：
- 被广泛应用于导航工业，被领先的导航地图供应商所采用。
- 实现导航平台间的互操作性
- 实现更新地图
- 被应用于全世界
- 满足世界任何地区的特殊要求

“汽车级”指：
- 此标准是由汽车工业领域领先的原始设备制造商和供应商共同努力研发和维护的。
- 此标准始终支持满足所有车辆特殊用途的地图相关数据。
- 此标准支持用于连接导航的高级技术, 如eHorizon（电子视野）,自动驾驶和云方案。
- 通过大规模的使用，实施和部署后，相关的设计已通过验证。

为了实现此愿景，NDS追求以下目标：
- 快速拓展NDS标准。
- 以舒心的使用和高效的执行来推广NDS，实现提高其在世界汽车市场上的使用率。
- 保障操作NDS标准的[版权侵犯|自由不被侵犯]。
- 颁发NDS标准的认证证书。

为了使导航标准得到采用和达到目标，NDS致力于支持NDS项目（通过提供工具和支持），不断在技术层面上研究此标准，并扩大NDS协会。

## 设计模型
NDS使用SQLite数据库文件格式。一个NDS数据库可包含数个产品数据库，每个产品数据库又被进一步分化为若干个更新区域。这种理念支持灵活和持续的NDS数据库版本化理念，使来自不同数据库提供商的数据集成到NDS数据库成为可能。依从NDS标准的数据库内部结构进一步以结构单元，级别和内容本身为特征。

### 产品数据库
一个产品数据库提供商发布一个有自主版本控制的产品数据库，因此这个产品数据库能够独立于其他产品数据库进行更新。产品数据库可以包含一个或多个结构单元。产品数据库覆盖可以被进一步分割为几个更新区域的地理范围。产品数据库的例子：由TomTom （页面存档备份，存于）公司提供的欧洲基本导航。

### 更新区域
一个更新区域在一个数据库中代表一个地理区域。因此更新区域能够在NDS数据库范围内实现被定义地理区域内的增量更新和局部更新。例如：在“欧洲基础导航”产品范围内的每个欧洲国家都可能显示在单独分离的更新区域内。

### 结构单元

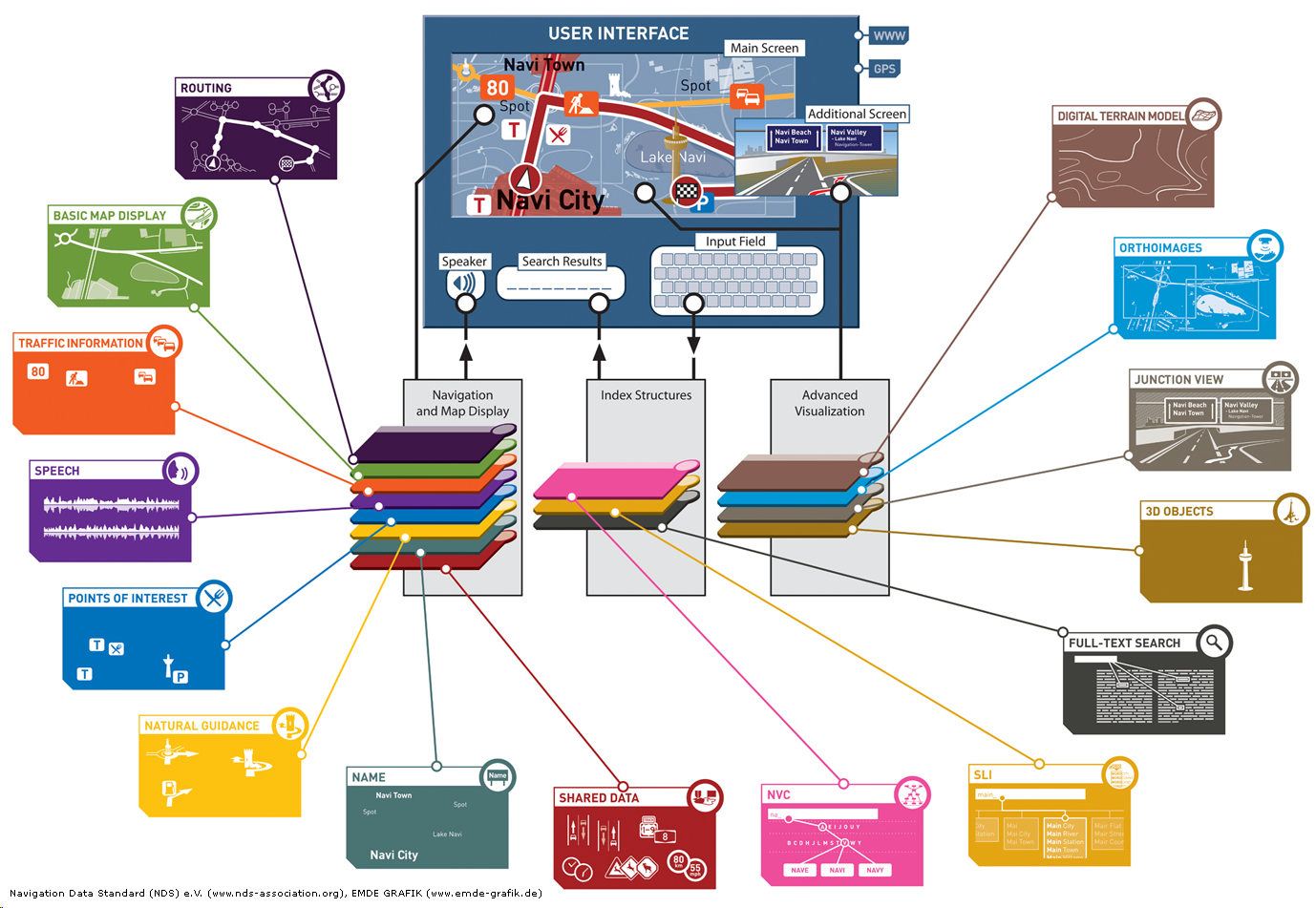
NDS 结构单元

在一个NDS数据库中的所有导航数据都属于一个特殊的结构单元。每个结构单元处理一个特殊的导航功能面，例如地点输入名称，路线规划或地图显示。为了满足特殊的使用需求，导航系统和应用程序需从不同的结构单元里过滤和集合数据，举例来说就是从路线规划和地图显示中过滤和集合数据以便用户计算和展示路程。
每个更新区域都包含来自多元结构单元的数据。在一个有若干个更新区域的产品数据库中范围内，可能产生同一个结构单元类型的若干个实例。例如：在欧洲产品数据库中，一个基本地图显示结构单元位于“法国”更新区域中，一个基本地图显示结构单元位于“德国”更新区域中。

## 工具和文件材料
NDS协会在数据库结构，互操作性要求及更新程序方面取得了证明资质。NDS协会提供多样的工具供NDS协会成员用于研发和验证地图：
- NDS SQLite 参考引擎
- 关联性数据语言（RDS工具）：针对Java语言和C++语言的数据库访问类的代码生成器
- 认证工作台：通过具体的测试和证书来验证NDS数据库的兼容性
- 调查研究模块：在目标硬件上执行测试NDS数据库的框架

## 成员和法律形式
NDS协会作为一个在德国注册的协会于2008年9月创立。NDS协会条款和相关规章制度形式是NDS协会的法律基础。
截止到2015年1月，NDS协会共有24个成员： Aisin AW Co. Ltd （页面存档备份，存于）, Alpine Electronics Inc. （页面存档备份，存于）, Autonavi Software Co. Ltd., BMW AG, Clarion Corporation limited （页面存档备份，存于）, Daimler AG, Denso Corporation （页面存档备份，存于）, Elektrobit Automotive GmbH, Garmin Würzburg GmbH （页面存档备份，存于）, Harman Becker Automotive Systems GmbH （页面存档备份，存于）, HERE, Hyundai Motor Company （页面存档备份，存于）, Mitsubishi Electric Automotive Europe B.V., Mxnavi (Shenyang MXNavi Co. Ltd.), （页面存档备份，存于） NavInfo Co. Ltd, [https://web.archive.org/web/20150213203330/http://www.navis-ams.com/eng/main/main.php Navis-AMS, Neusoft Technologies Solution GmbH, Panasonic Automotive Systems Europe GmbH （页面存档备份，存于）, Robert Bosch Car Multimedia GmbH, TechniSat Digital GmbH （页面存档备份，存于）, TomTom International B.V. （页面存档备份，存于） , Volkswagen AG （页面存档备份，存于）, Volvo Car Corporation （页面存档备份，存于）, Zenrin Co. Ltd （页面存档备份，存于）, , KOTEI (Wuhan Kotei Informatics Co. Ltd) （页面存档备份，存于）。
NDS协会成员均是合法建立的公司和组织。他们任命自己的员工在NDS协会中代表其公司。NDS协会有如下组织机构：
- 董事会：NDS协会对外合法代表机构
- 联合会（GA）：代表所有NDS协会成员的论坛。联合会负责监督所有NDS协会组织机构的工作，批准预算计划和各成员年度会费的工作。
- 指导委员会（SC）：负责所有管理事务
- 技术委员会（TC）：负责技术性事务
- NDS工作组（WG）：处理专门的技术主题，例如地图格式发展，自动驾驶和云导航。
- 验证和颁布证书董事会：协调验证工具的发展和处理认证事宜